# Mathias Sandorf (1979)
Mathias Sandorf ist ein ZDF-Abenteuervierteiler aus dem Jahre 1979 nach dem gleichnamigen Roman von Jules Verne mit István Bujtor in der Hauptrolle. Die Dialogregie der deutschen Synchronfassung übernahm Erich Ebert.

## Handlung

### Teil 1 (ZDF, 2. Dezember 1979)
Um die Mitte des 19. Jahrhunderts planen ungarische Aristokraten einen Aufstand. Sie wollen ihr Land vom habsburgischen Kaiserhaus und der österreichischen Unterdrückung befreien. Die Führung soll Graf Mathias Sandorf übernehmen. Der aber zögert. Erst als seine Frau Rena einem Mordanschlag der Brüder Zirone zum Opfer fällt, entschließt er sich zum Kampf. In Triest will er mit seinen Freunden die Rebellion vorbereiten. Sandorf weiß nicht, dass sich zwei gefährliche Ganoven an seine Fersen geheftet haben, denen jedes Mittel recht ist, den Grafen seinen Feinden auszuliefern. Unter ihnen ist einer der Brüder Zirones, der die Hinrichtung seines Bruders mitangesehen und ewige Rache geschworen hat, sowie ein aus Afrika zurückgekommener Mann, Sarcany.

### Teil 2 (ZDF, 4. Dezember 1979)
Durch Verrat fliegt die Verschwörung auf. Sandorf und seine Freunde werden verhaftet und zum Tode verurteilt. In der Nacht vor der geplanten Hinrichtung können Bathory und Sandorf aus der Festung Pisano ausbrechen, Zathmar wird jedoch gefasst. Die Flüchtlinge finden Schutz bei dem italienischen Fischer Ferrato und seiner Tochter Maria. Ferrato will die beiden nach Italien bringen, wird jedoch von Carpena verraten, weil der Luisa liebt, jedoch abgewiesen wurde. Dabei wird Bathory wieder eingefangen. Sandorf muss seine Flucht allein fortsetzen. Die französischen Akrobaten Pescade und Matifou helfen ihm weiter, bis in seine Grafschaft. Dort erfährt Sandorf, dass er enteignet wurde und seine Tochter spurlos verschwunden ist. Bevor er untertauchen kann, wird auch er nach einer dramatischen Treibjagd gestellt. Auf dem Weg zurück nach Pisino (Pazin) unternimmt er einen letzten Fluchtversuch. Im Kugelhagel versinkt er in den Fluten der Adria.
Fünfzehn Jahre später in Ragusa (heute Dubrovnik) freundet sich Peter Bathory mit Sava, der Tochter des Verräters Toronthal, an, der seine Bank hierher verlegt hat. Als Sava ein Schiff tauft, läuft gerade die „Savarena“ des geheimnisvollen Dr. Antekirtt ein. Der lädt die Akrobaten Pescade und Matifou auf sein Schiff ein und bietet ihnen an, für ihn zu arbeiten.
Ein geheimnisvoller Mann, stark verhüllt, wandert durch die Stadt.

### Teil 3 (ZDF, 8. Dezember 1979)
Dr. Antekirtt zeigt ein auffälliges Interesse an den Personen, die mit der Affäre Sandorf zu tun hatten. Als er erfährt, dass sich Peter in Sava verliebt hat und sie heiraten möchte, ist er entschlossen, dies zu verhindern. Zur gleichen Zeit ist der Ganove Sarcany wieder aufgetaucht. Er erinnert Toronthal an sein Versprechen, ihm Sava zur Frau zu geben. Durch ein Unglück nehmen die Dinge einen unvorhergesehen Verlauf. Peter wird schwer verwundet aufgefunden. Wenig später trägt man ihn zu Grabe. Als Sava den Sarg erblickt, bricht sie zusammen. Dr. Antekirtt lässt in der Nacht den auf dem Friedhof aufgebahrten Sarg öffnen und Peters Leiche auf sein Schiff bringen. Dort gelingt es ihm, den nur scheinbar toten Peter ins Leben zurückzuholen. Auf der Insel Antekirtta wird Peter gesund gepflegt und erfährt, dass Dr. Antekirtt der totgeglaubte Graf Mathias Sandorf ist, dem die Flucht nach Italien gelungen ist. Dort hat er den Namen Dr. Antekirtt angenommen und war im Orient als Arzt tätig. Für die Heilung einer sterbenskranken indischen Prinzessin hat er ein riesiges Vermögen erhalten und davon die Insel Antekirtta gekauft.
In Ragusa besteht Sarcany immer noch auf die Hochzeit mit Sava, die seit dem Anblick von Peters Sarg krank ist. Als Toronthals Frau Gertrud erfährt, dass Sarcany für den Mordanschlag auf Peter verantwortlich ist, schreibt sie einen Brief an Peters Mutter, in dem sie gesteht, dass ihre Tochter in Wirklichkeit Sava Sandorf ist. Danach begeht sie Selbstmord.

### Teil 4 (ZDF, 11. Dezember 1979)
Dr. Antekirtt weiht Peter in seine Pläne ein. Er will, dass auf der paradiesisch anmutenden Insel alle seine Freunde einmal eine Heimat finden. Außerdem will er die Verräter der ungarischen Verschwörung sowie den Verräter Carpena, der für den Tod von Ferrato verantwortlich ist, in einer eigens für sie konstruierten „Hölle“ auf einer Nebeninsel bestrafen. Doch Peter lehnt es ab, Sava für den Verrat ihres vermeintlichen Vaters büßen zu lassen. Auf der Fahrt nach Ragusa hat die Savarena einen Maschinenschaden, den Peter nur teilweise beheben kann. Das Schiff muss auf Malta repariert werden, wo Dr. Antekirtt zufällig Maria Ferrato wiederfindet. Er lässt Pescade und Matifou auf Malta, um Maria und ihren Bruder Luigi zu beschützen, denn auch Carpena soll auf Malta sein. In Ragusa erfahren sie, das Sava Sandorfs Tochter ist, die jedoch ebenso wie Sarcany und Toronthal verschwunden ist. Wieder auf Malta, erfahren sie, dass Capena mit Zirone nach Marokko geflüchtet ist, um dort die anderen Verräter zu treffen. Als die Savarena in Marokko eintrifft, fliehen die Verbrecher in die Wüste, wo sie jedoch nach einem Kampf gefangen genommen werden.
In der „Hölle“ bei Antekirtta konfrontiert Graf Sandorf die gefangenen Verräter mit ihren überlebenden Opfern und verurteilt sie zum Tod. Kurz danach auf Antekirtta wird Graf Sandorf von seinen Freunden überredet, die Vergangenheit zu vergessen und die Verräter freizulassen. Sandorf willigt ein, aber Sarcany hat sich befreien können und aktiviert versehentlich die Selbstzerstörung der Insel „Hölle“. Somit kommen alle vier Verräter letztlich doch auf der Insel um.
Graf Sandorf erkennt, dass er der Letzte seiner Vergangenheit ist, und lässt sein U-Boot „Elektrik II“ für eine sehr lange Reise bereit machen…

## Sonstiges
- Der Vierteiler (in Ungarn Sechsteiler) ist eine freie Bearbeitung des gleichnamigen Romans von Jules Verne um die fiktive Figur des Grafen Mathias Sandorf, eines ungarischen Revolutionärs um 1860. Verraten und verfolgt, schwört er grausame Rache.  Das Thema erinnert gelegentlich an Dumas’ „Graf von Monte Christo“.
- Die etwa neun Millionen Mark teure Produktion wurde zu rund einem Drittel vom ZDF mitfinanziert. Die Dreharbeiten dauerten vier Monate.
- Wie bei den Abenteuervierteilern gewohnt, wird der Zuschauer auch diesmal an touristische Schauplätze geführt: in Ungarn, Italien, Afrika, Jugoslawien.
- Eine der spannendsten Szenen entstand in den Tropfsteinhöhlen von Postojna, heute Slowenien. Durch diese dunklen, eiskalten Höhlen führte die Flucht von Sandorf und Bathory. Amadeus August: „Beim Drehen hatten wir plötzlich einen Lichtausfall und kamen kaum noch aus den Höhlen wieder heraus, von denen viele noch unerforscht sind“.
- István Bujtor, der die Titelrolle des Mathias Sandorf spielt, war in seiner Heimat Ungarn ein bekannter Schauspieler. Er wurde als bester Schauspieler des Jahres 1977 ausgezeichnet.

## Medien

### DVD
- „Mathias Sandorf“, auf zwei DVDs, Concorde Home Entertainment, erschienen 2007